# Ogden L. Mills
Pour les articles homonymes, voir Mills.
Ogden Livingston Mills, né le 23 août 1884 à Newport (Rhode Island) et mort le 11 octobre 1937 à New York, est un homme politique américain. Membre du Parti républicain, il est représentant de l'État de New York entre 1921 et 1927 puis secrétaire au Trésor entre 1932 et 1933 dans l'administration du président Herbert Hoover.

## Jeunesse
Ogden L. Mills est né le 23 août 1884 à Newport dans l'État de Rhode Island. Il est le fils de Ogden Mills (en) (1856-1929),, un financier et un propriétaire de chevaux de course et de sa femme Ruth T. Livingston (1855–1920), petite fille de Maturin Livingston (en) (1769–1847),. Il a des sœurs jumelles Beatrice Mills Forbes (en) (1883–1972) et Gladys Mills Phipps (en) (1883–1970), et était le petit-fils du banquier Darius Ogden Mills (en).
Il est diplômé de l'université Harvard en 1904, et diplômé de la faculté de droit de Harvard en 1907. Il est admis au barreau en 1908.

## Carrière
Mills et sa sœur Gladys fondent Wheatley Stable (en), une écurie et un élevage de pur-sang dédiés aux courses hippiques. Souvent associés à Claiborne Farm, Mills et sa sœur sont les éleveurs du célèbre Seabiscuit, tandis que sous les couleurs d'Ogden Mills Kantar remporte le Prix de l'Arc de Triomphe en 1928. Après la mort d'Ogden Mills, c'est son neveu Ogden Phipps qui reprend l'activité avec beaucoup de succès qu'incarnent Bold Ruler, Buckpasser, Personal Ensign ou Easy Goer.  

### Fortune
Après la mort de son père en 1929, Mills et chacune de ses sœurs perçoivent 12 197 034 $ d'héritage de leur père.

### Carrière politique
Mills est délégué aux congrès nationaux républicains de 1912,1916 et 1920. Il est membre du Sénat de l'État de New York de 1915 à 1917, siégeant aux 138e, 139e et 140e législatures de l'État de New York, et a été président de la Commission des affaires de la ville de New York dans l'État de New York en 1917.